# Hermann Ostheim
Hermann Ostheim (* 16. März 1834 in Kassel; † 6. März 1884 ebenda) war ein deutscher Unternehmer und Abgeordneter des Kurhessischen Kommunallandtages des preußischen Regierungsbezirks Kassel. 

## Leben
Hermann Ostheim wurde als Sohn des Bäckers Andreas Ostheim und dessen Gemahlin Anna Catharina Krafft geboren. Nach seiner Schulausbildung erlernte er den Beruf des Bäckers und betrieb später in seinem Heimatort eine Mühle. 1868 erhielt er als Vertreter der höchstbesteuerten Grundbesitzer und Gewerbetreibenden ein Mandat im Kurhessischen Kommunallandtag des Regierungsbezirks Kassel. Er blieb bis zum Jahre 1877 in diesem Parlament. 